# Bergsjö
Bergsjö ist ein Ort in der schwedischen Provinz Gävleborgs län/historischen Provinz Hälsingland. Er liegt etwa 30 Kilometer nördlich von Hudiksvall und ist Hauptort der Gemeinde Nordanstig.

## Wirtschaft
Die Gemeinde ist der größte Arbeitgeber im Ort. Es gibt kaum Industriebetriebe und die Einwohner pendeln nach Hudiksvall bzw. Sundsvall.

## Söhne und Töchter des Ortes
- André Myhrer, Skirennläufer